# 마크 레나드
마크 레나드(Mark Lenard, 1924년 10월 15일 ~ 1996년 11월 22일)는 미국의 배우이다.

## 영화
- 스타 트랙 6 - 미지의 세계 (1991년)
- 더 래디컬스 (1990년)
- 스타 트렉 - 넥스트 제너레이션 TV 시리즈 (1987년)
- 스타 트랙 4 - 귀환의 항로 (1986년)
- 스타 트랙 3 - 스포크를 찾아서 (1984년)
- 혹성 탈출 - 혹성 귀환 (1981년)
- 스타 트랙 (1979년)
- 별들의 전쟁(영어판) (1979년)
- 애니 홀 (1977년)
- 불타는 일요 작전 (1975년)
- 혹성탈출 - TV 시리즈 (1974년) - 우르코 역
- 하와이 5-0수사대 (1968년)
- 집행자 (1967년)
- 제5전선 (1966년)
- 우리 생애 나날들 (1965년)
- 최고의 이야기 (1965년)